# Myszorówka przylądkowa
Myszorówka przylądkowa (Mastomys coucha) – gatunek gryzonia z rodziny myszowatych, występujący w Afryce Południowej.

## Systematyka
Gatunek został opisany naukowo w 1834 roku przez A. Smitha na podstawie okazu z Prowincji Przylądkowej Północnej w Południowej Afryce, schwytanego pomiędzy rzeką Oranje a Zwrotnikiem Koziorożca. Pierwotnie był opisany w rodzaju mysz (Mus). Wyróżnia się kariotypem (36 par chromosomów, FNa = 52–56) i występowaniem szczególnego elektromorfu hemoglobiny. W niektórych regionach występuje symaptrycznie z myszorówką natalską, w innych zaś allopatrycznie. Gatunki różnią szczegóły budowy czaszki, penisa i plemników, a także zachowania rozrodcze, wokalizacje ultradźwiękowe i feromony.

## Występowanie
Gryzonie te występują w Południowej Afryce, Lesotho, południowym i zachodnim Zimbabwe, Mozambiku Botswanie, środkowej Namibii i południowej Angoli. Są spotykane do wysokości 1600 m n.p.m.

## Wygląd
Jest to mała mysz, osiąga długość od 77 do 132 mm (średnio 100 mm), z ogonem o długości od 75 do 103 mm (średnio 85 mm). Masa ciała to od 15 do 54 g (średnio 31 g). W stanie dzikim młode mają ciemnoszary grzbiet, zaś stare osobniki rudobrązowy; laboratoryjnie wyhodowana odmiana ma ubarwienie bladożółte. Włosy grzbietu mają blade czubki. Mysz ma ciemny ogon o długości podobnej do ciała. Stopy są białawe. Samica ma dwanaście par sutków.

## Tryb życia
Zwierzę to prowadzi nocny, naziemny tryb życia. Myszorówka przylądkowa żyje na terenach trawiastych, sawannie porośniętej drzewami, polach i w siedzibach ludzkich. Jest bardzo pospolita na terenach zaburzonych przez działalność ludzką. Zamieszkuje tereny, na których roczna suma opadów nie przekracza 800 mm; preferuje obszary suchsze i położone na większej wysokości, niż spokrewniona myszorówka natalska.
Rozmnaża się całorocznie, z możliwą przerwą w suchych miesiącach zimowych. Dojrzewanie płciowe stymulują substancje pobierane z kiełkujących nasion traw. Samica rodzi zwykle 8–10 młodych, po ciąży trwającej 21–22 dni i może wydać na świat nowy miot średnio co około 33 dni. Młode po urodzeniu są niesamodzielne, otwierają oczy 15 dnia życia i przestają być karmione 21 dnia życia.
Myszorówki przylądkowe przenoszą dżumę i schistosomatozę.

## Populacja
Myszorówki przylądkowe są bardzo pospolite i mają duży zasięg występowania. Występują w różnorodnych środowiskach, nie unikają ludzi; ponadto są obecne w wielu obszarach chronionych. Populacja jest stabilna, nie są znane zagrożenia dla tego gatunku. Jest uznawany za gatunek najmniejszej troski.